# Magnar Solberg
Magnar Solberg (ur. 4 lutego 1937 w Soknedal) – norweski biathlonista, trzykrotny medalista olimpijski i pięciokrotny medalista mistrzostw świata.

## Kariera
Pierwszy sukces w karierze osiągnął w 1968 roku, kiedy zdobył dwa medale na igrzyskach olimpijskich w Grenoble. Najpierw zwyciężył w biegu indywidualnym, wyprzedzając dwóch reprezentantów ZSRR: Aleksandra Tichonowa i Władimira Gundarcewa. Ponadto razem z Olą Wærhaugiem, Olavem Jordetem i Jonem Istadem zdobył srebrny medal w sztafecie. Na rozgrywanych rok później mistrzostwach świata w Zakopanem bieg indywidualny ukończył na trzeciej pozycji, plasując się za Aleksandrem Tichonowem i Rinatem Safinem. W sztafecie Norwegowie w składzie: Jon Istad, Ragnar Tveiten, Magnar Solberg i Esten Gjelten ponownie zajęli drugie miejsce.
Podczas mistrzostw świata w Östersund w 1970 roku nie wystąpił indywidualnie. Był za to członkiem sztafety, która wywalczyła tam srebrny medal. Oprócz niego w skład sztafety weszli Tor Svendsberget, Ragnar Tveiten i Esten Gjelten. Kolejne dwa medale wywalczył na mistrzostwach świata w Hämeenlinna w 1971 roku. W biegu indywidualnym ponownie był trzeci, tym razem ulegając Dieterowi Speerowi z NRD i Aleksandrowi Tichonowowi. Dzień później Norwegowie w składzie: Svendsberget, Tveiten, Solberg i Ivar Nordkild zdobyli srebrny medal.
Ostatni sukces osiągnął w 1972 roku, zdobywając złoty medal w biegu indywidualnym podczas igrzysk olimpijskich w Sapporo. W zawodach tych wyprzedził Hansjörga Knauthe z NRD i Larsa-Görana Arwidsona ze Szwecji. Został tym samym pierwszym w historii (i do 2018 r. jedynym) biathlonistą, który obronił tytuł mistrza olimpijskiego w tej konkurencji. Jednocześnie był pierwszym Norwegiem, który zwyciężył na igrzyskach w biegu indywidualnym. W sztafecie Norwegowie nie zdobyli medalu, kończąc rywalizację na czwartej pozycji. Był to jedyny start Solberga na międzynarodowej imprezie tej rangi, w którym nie wywalczył żadnego medalu.
W 1968 roku zdobył nagrodę Morgenbladets Gullmedalje, był członkiem Trondhjems Skytterlag. W 1972 roku był też chorążym reprezentacji Norwegii na ZIO 1972.
Po zakończeniu kariery pracował między innymi jako policjant.

## Osiągnięcia

### Igrzyska olimpijskie
| Rok  | Miejscowość | Konkurencje | Konkurencje | Konkurencje | Konkurencje | Konkurencje | Konkurencje | Konkurencje |
| Rok  | Miejscowość | IN          | SP          | PU          | MS          | RL          | MR          | SR          |
| ---- | ----------- | ----------- | ----------- | ----------- | ----------- | ----------- | ----------- | ----------- |
| 1968 | Grenoble    | 1.          | nd.         | nd.         | nd.         | 2.          | nd.         | –           |
| 1972 | Sapporo     | 1.          | nd.         | nd.         | nd.         | 4.          | nd.         | –           |

### Mistrzostwa świata
| Rok  | Miejscowość | Konkurencje | Konkurencje | Konkurencje | Konkurencje | Konkurencje | Konkurencje | Konkurencje |
| Rok  | Miejscowość | IN          | SP          | PU          | MS          | RL          | MR          | SR          |
| ---- | ----------- | ----------- | ----------- | ----------- | ----------- | ----------- | ----------- | ----------- |
| 1969 | Zakopane    | 3.          | nd.         | nd.         | nd.         | 2.          | nd.         | –           |
| 1970 | Östersund   | –           | nd.         | nd.         | nd.         | 2.          | nd.         | –           |
| 1971 | Hämeenlinna | 3.          | nd.         | nd.         | nd.         | 2.          | nd.         | –           |